# Parelgrijs van Halle
Het Parelgrijs van Halle is een konijnenras dat ontstond in 1912. Aan zijn wieg stond de heer Vervoort. Hij kruiste havanas en kwam toevallig tot een grijs konijntje in het nest. Hij vond deze kleur zeer mooi en wilde ermee verder fokken. Kruisen met andere soorten zag hij niet echt zitten, omdat de originele kleur dan zou verdwijnen. Maar op zeker moment las hij dat een andere fokker ook zilveren konijnen had gekregen door te fokken met havana's. Door verder te fokken met havana's van een andere bloedlijn kon hij aldus een zuivere soort behouden.
Parelgrijs van Halle bestaat enkel in de platinaglans-grijsblauwe kleur. Het gewicht is aan de lage kant (2-2,5 kg). Volgens de standaard van Vervoort zijn de ogen bruin, hoewel dit onmogelijk blijkt; alle dieren hebben grijsblauwe ogen.

## Uiterlijke kenmerken
De Parelgrijze van Halle heeft een kort, geblokt en goed gevuld lichaam. De nek is heel kort. De kop is breed, rond en kort, en vooral de rammen hebben uitgesproken wangen. De oren zijn ongeveer 9 cm lang en staan recht op het hoofd, tegen elkaar aan.
De vacht is van normale lengte, fijn van structuur en heeft een normale hoeveelheid onderwol.
De Parelgrijze van Halle heeft zijn rasnaam te danken aan zijn speciale vachtkleur: heel zacht grijsblauw met een lichte platinaglans. De buikzijde is wat matter van kleur. De dieren hebben grijsblauwe ogen, al schrijft de rasstandaard bruine ogen voor.

## Eigenschappen
De Parelgrijze van Halle is een handzaam konijnenras met een gematigd en vriendelijk temperament. Het wordt voornamelijk gehouden door sportfokkers, maar gezien het kleine formaat, het toeschietelijke karakter en de bijzondere pelskleur zou dit konijn ook een prima huisdier voor kinderen zijn.